# Georg Deuter
Georg Deuter, in arte Deuter (Falkenhagen, 1º febbraio 1945), è un musicista e artista tedesco considerato un anticipatore della New Age.

## Biografia
Nato nel 1945 nella Germania post-bellica della cittadina di Falkenhagen, imparò da autodidatta la chitarra, il flauto, l'Armonica e 'qualsiasi strumento avesse tenuto nelle mani', fino a quando dopo un incidente grave con la macchina a vent'anni decise di dedicare anima e corpo alla carriera di musicista. Il suo primo album è del 1971, D, che è unanimemente riconosciuto come un classico del Krautrock. 'D' segna l'inizio del viaggio mistico e musicale di Deuter, spianando la strada a quel genere più tardi conosciuto come New Age attraverso l'unione di elementi elettronici e acustici, strumenti etnici e suoni della natura, come un'orca o un canto di uccelli, il mare aperto, il vento tra gli alberi ecc ecc..
Tra gli anni settanta e ottanta Deuter, dopo aver viaggiato intensamente in Asia alla ricerca di una ispirazione spirituale e creativa, si stabilizza per un lungo tempo a Poona, in India, dove, sotto il nome di Chaitanya Hari diventa neo-Sannyasin - un allievo di Bhagwan Shree Rajneesh, più tardi conosciuto come Osho. Con l'aiuto dei registratori a nastro multitraccia, mentre vive nel suo Ashram neo-sannyas, produce una serie di nastri da utilizzare per le 'Meditazioni attive', consistenti di diversi 'stages' di dieci o quindici minuti ognuno che univano motivi classici indiani, percussioni, loops, sintetizzatori, campane, musica concreta e acustica. Queste opere, costruite su istruzioni del Maestro in consultazione con un team di discepoli che testavano i metodi di meditazione, raggiungono una perfetta sintesi tra utilizzo della musica per la meditazione e originalità delle loro intuizioni, potere e bellezza.
Nei primi anni novanta, Deuter - che adesso è ritornato al suo nome professionale - interrompe la sua relazione con la Kuckuck, l'etichetta che aveva pubblicato i suoi primi album e si trasferisce a Santa Fe, nel New Mexico dove firma un contratto con la New Earth Records, un'etichetta indipendente fondata dai sannyasin Bhikkhu Schober e Waduda Paradiso. Il contratto con la New Earth si rivela essere di natura più commerciale, infatti da lì in poi le opere di Deuter vengono create o per l'utilizzo in svariate pratiche spirituali ed energetiche tra le cui spicca il Massaggio Reiki e la meditazione o addirittura a scopi pubblicitari, come Earth Blue del 2003, in collaborazione con la fabbrica della Volkswagen di Wolfsburg, in Germania, che ha venduto mezzo milione di copie.
Deuter, oggi, continua a insegnare e ad imparare tutta una serie di strumenti particolari, tra cui svariate percussioni, il flauto Shakuhachi, il Koto, il Sitar, le campane tibetane, il Santoor, il Bouzouki, il pianoforte e le tastiere. Ha registrato e pubblicato più di sessanta album.

## Discografia
- D (1971)
- Aum (1972)
- Celebration (1973)
- Kundalini Meditation Music (1975)
- Nadabrahma Meditation Music (1975)
- Nataraj Meditation Music (1975)
- Tea from an empty Cup (1975)
- Riding the Bull (1976)
- Dynamic Meditation Music (1976)
- Haleakala (1978)
- Ecstasy (1979)
- Nataraj Meditation Music (Modern Version) (1980)
- Silence Is the Answer (1981)
- Cicada (1982)
- Nirvana Road (1984)
- Phantasiereisen (1984)
- San (1985)
- Call of the Unknown (1985)
- Phantasiereisen (1987)
- Land of Enchantment (1988)
- Healing Hypno Trances (1990)
- Bashos Pond (1990)
- Petrified Forest (1990)
- Sands of Time (1991)
- Henon (1992)
- Tao Te King Music & Words (1992)
- Relax (1993)
- Inside Hypno Relaxation (1994)
- Terra magica: Planet of Light (1994)
- Klänge der Liebe Relaxation (1995)
- Wind & Mountain (1995)
- In Trance Hypno (1995)
- Chakras (1995)
- Tu dir gut (1996)
- Nada Himalaya Tibetan Bells (1997)
- Reiki Hands of Light (1998)
- Die Blaue Blume (1998)
- Chakra (1998)
- Garden of the Gods (1999)
- Männerrituale Music & Words (2000)
- Frauenrituale Music & Words (2000)
- Sun Spirit (2000)
- Buddha Nature (2001)
- Wind & Mountain (2001)
- Like the Wind in the Trees (2002)
- Sea & Silence (2003)
- Earth Blue (2004)
- Tibet: Nada Himalaya, Vol. 2 (2005)
- East of the Full Moon (2005)
- Koyasan: Reiki Sound Healing (2007)
- Spiritual Healing (2008)
- Atmospheres (2009)